# Flindersia acuminata
Flindersia acuminata är en vinruteväxtart som beskrevs av Cyril Tenison White. Flindersia acuminata ingår i släktet Flindersia och familjen vinruteväxter. Inga underarter finns listade i Catalogue of Life.